# Cophura scitula
Cophura scitula är en tvåvingeart som först beskrevs av Samuel Wendell Williston  1883.  Cophura scitula ingår i släktet Cophura och familjen rovflugor. Inga underarter finns listade i Catalogue of Life.